# Disophrys conjungens
Disophrys conjungens är en stekelart som beskrevs av Günther Enderlein 1920. Disophrys conjungens ingår i släktet Disophrys och familjen bracksteklar. Inga underarter finns listade i Catalogue of Life.